# À la conquête de l’air
À la conquête de l’air (z franc. „na podbój powietrza”) – francuski niemy film trikowy z 1901 roku w reżyserii Ferdinanda Zekki, wyprodukowany i dystrybuowany przez firmę Pathé Frères. W À la conquête de l’air reżyser wciela się w rolę pilota fantastycznego pojazdu powietrznego, nawiązując tematem do najnowszych osiągnięć w dziedzinie awiacji. Zdaniem historyka lotnictwa Michaela Parisa jest to pierwszy francuski film o tematyce lotniczej.

## Opis filmu
Nad dachami paryskiej dzielnicy Belleville przelatuje osobliwy statek powietrzny Fend-l’air.

## Obsada
- Ferdinand Zecca jako pilot

## Produkcja
Ferdinand Zecca został zatrudniony przez Charlesa Pathé w celu nadania nowego tonu produkcji filmowej jego przedsiębiorstwa, realizującego do tej pory przeważnie filmowe aktualności. Zecca skupił się w swoich filmach na nierealizowanych wcześniej tematach – od życia codziennego, po fantastyczne zdarzenia. Do innych jego filmów z tego okresu zaliczyć można komedie i filmy trikowe takie jak À la conquête de l’air, jak i filmy baśniowe (Les Sept châteaux du Diable, 1901), realistyczne dramaty o zabarwieniu społecznym (Ofiary alkoholizmu, 1902) oraz rekonstrukcje bieżących wydarzeń (La Catastrophe de la Martinique, 1902).
Podczas realizacji filmu Zekkę, podwieszonego na specjalnej konstrukcji zaczepionej o sufit studia, nakręcono na neutralnym tle, zakrywając przy tym dolną połowę filmowanego kadru. Następnie kasetę z filmem przewinięto i dokonano powtórnego nagrania, tym razem odsłaniając zakrytą wcześniej dolną część i kierując obiektyw na pejzaż Paryża, tworząc efekt podzielonego ekranu. Cały film trwa około jednej minuty czasu ekranowego.